# Gustav von Schmoller
Gustav von Schmoller (Heilbronn, 24 giugno 1838 – Bad Harzburg, 27 giugno 1917) è stato un economista e storico tedesco.
Di idee induttiviste, fu esponente della cosiddetta scuola storica tedesca, nonché fondatore e a lungo presidente della Verein für Socialpolitik, un'associazione economica tedesca istituita nel 1872 e sorta per rispondere alla "questione sociale" cercando una terza via tra le politiche economiche socialiste e quelle del laissez-faire.
Schmoller rifiutava l'etichetta di "socialista", facendo invece risalire il suo pensiero al liberalismo eterodosso rappresentato da Jérôme-Adolphe Blanqui, Jean Charles Léonard de Sismondi, John Stuart Mill e radicali come Frederic Harrison e Edward Spencer Beesly. Il suo obiettivo era quello di riconciliare la monarchia e la burocrazia prussiana con l'idea dello Stato liberale e completata dai migliori elementi del parlamentarismo per realizzare le riforme sociali.

## Biografia
Schmoller è nato a Heilbronn situata nel Land del Baden-Württemberg. Suo padre era un funzionario del Württemberg. Il giovane Schmoller si dedicò allo studio dell'economia, del diritto, della storia e dell'amministrazione civile presso l'Università di Tubinga (1857-61). Nel 1861 ottenne un incarico presso il Dipartimento di Statistica del Württemberg. Proseguì con la sua carriera accademica, ricoprendo diversi incarichi di professore presso le università di Halle ( (1864-72), Strasburgo (1872-82) e Berlino (1882-1913). Dopo il 1889 fu rappresentante per l'università di Berlino alla Preußisches Herrenhaus (camera del parlamento dell'allora Regno di Prussia), e fece parte dei Kathedersozialisten (la scuola dei cosiddetti "socialisti della cattedra"); fu membro fondatore del Verein für Socialpolitik (associazione di economisti tedeschi).

## Opere
- Zur Geschichte der deutschen Kleingewerbe. 1870
- Strassburg zur Zeit der Zunftkämpfe. 1875
- Zur Litteraturgeschichte der Staats- und Sozialwissenschaften. 1888
- Umrisse und Untersuchungen zur Verfassungs-, Verwaltungs- und Wirtschaftsgeschichte. 1898
- Grundriss der allgemeinen Volkswirthschaftslehre. 1900
- Ueber einige Grundfragen der Sozialpolitik. 1904